# Buddy Richard en el Astor
Buddy Richard en el Astor es el primer álbum en vivo del artista chileno Buddy Richard. Fue grabado el 10 de diciembre de 1969 en el teatro Astor de Santiago de Chile, donde el cantante estuvo acompañado por la orquesta de Horacio Saavedra. El álbum fue publicado por RCA Víctor, y es el primer disco grabado en vivo de la música chilena.
En 2000 fue relanzado en disco compacto bajo el título Buddy Richard en vivo y la orquesta de Horacio Saavedra por Warner Music Chile.
Este álbum fue considerado el duodécimo mejor disco chileno de todos los tiempos, según el listado publicado en abril de 2008 por la revista Rolling Stone.

## Lista de canciones
La mayoría de los temas —excepto "Eloise" y "Hey Jude"— fueron caratulados con sus títulos en español, a pesar de que muchos de ellos fueron cantados por Richard en su versión original en inglés.
1. Obertura
2. Característica
3. "Eloise" (Ryan)
4. "No puedo quitar mis ojos de ti" (Crewe)
5. Selección recuerdos de Buddy Richard: "Cielo" (B. Hebb) - "Sé" (M.G. y R. Gibb) - "Dulcemente" (Stevens/Redd) - "Despídete con un beso" - "Espérame"
6. "Señor Chaplin" (A. Cortez)
7. "No puedo dejar de amarte" (Gibson)
8. "Angelitos negros" (Eloy Blanco)
9. Selección recuerdos: "No me corresponde decirlo" (Allen/Stillman) - "Por tu amor" (Townsend) - "Yo creo" (Drake/Graham/Shril/Stillman)
10. Selección temas soul: "Una blanca palidez" (Reid/Brooker) - "He sido herido" (Whitley) - "Hey Jude" (Lennon/McCartney)
11. "Balada de la tristeza"
12. Característica final